# Killers (película)
Killers (Killers en España, Ámame o muérete en Colombia y Venezuela, Asesinos con estilo en Argentina y Pareja perfecta-blanco perfecto en Chile) es una película cómica y de acción estrenada el 4 de junio de 2010 en Estados Unidos, el 18 de junio en México, el 13 de agosto en España y el 9 de septiembre en Argentina. Protagonizada por Katherine Heigl y Ashton Kutcher. Dirigida por Robert Luketic.

## Argumento
Spencer (Ashton Kutcher) es un agente secreto que trabaja para un jefe oculto. Para ser más exactos, es un sicario. Cuando Spencer conoce a la bella y divertida Jen (Katherine Heigl), mientras veranea junto a sus padres, decide dejar su angustioso y estresante trabajo para así poder casarse con ella y llevar una vida matrimonial lo más normal posible entre los dos. Pero él oculta un secreto... y ella también. 
Sin embargo la felicidad en el matrimonio durará muy poco, debido a que han puesto precio a la cabeza de Spencer, nadie sabe quién ha podido ser el que haya dado la orden de asesinarle, ¿sus amigos?, ¿sus vecinos?, ¿familiares?... Sólo se sabe que son cinco asesinos los que van en su busca y captura. Finalmente unirá fuerzas con su esposa para tratar de averiguar quién se esconde detrás de todo esto, antes de que los "matones" den con ellos.

## Reparto
| Actor            | Personaje      |
| ---------------- | -------------- |
| Katherine Heigl  | Jen            |
| Ashton Kutcher   | Spencer        |
| Catherine O'Hara | Sra. Kornfeldt |
| Tom Selleck      | Sr. Kornfeldt  |
| Katheryn Winnick | Vivian         |
| Alex Borstein    | Lily Baily     |

## Producción
Se empezó a rodar el 24 de marzo de 2009. Se filmó en diferentes ciudades de Estados Unidos como Atlanta, Woodstock, Marietta o  Douglasville; asimismo también se rodaron algunas escenas en Villefranche-sur-Mer, Francia.

## Recepción

### Respuesta crítica
Según la página de Internet Rotten Tomatoes obtuvo un 11% de comentarios positivos, llegando a la siguiente conclusión: "aburrida, formulaica y sin química, Killers es una comedia de acción desprovista de emociones o risas". Kevin McCarthy escribió "¿han visto True Lies? Bueno, entonces ya han visto Killers sólo que sin buenas escenas de acción, buenas interpretaciones o un guion inteligente".
A. O. Scott publicó para The New York Times que "debería ser y podría haber sido una película tonta realmente divertida y entretenida y no lo es". Según la página de Internet Metacritic obtuvo críticas negativas, con un 21%, basado en 22 comentarios de los cuales ninguno es positivo.

### Taquilla
Estrenada en 2.859 cines estadounidenses debutó en tercera posición con 15 millones de dólares, con una media por sala de 5.539 dólares, por delante de Prince of Persia: The Sands of Time y por detrás de Get Him to the Greek. Recaudó en Estados Unidos 47 millones. Sumando las recaudaciones internacionales la cifra ase a 98 millones. El presupuesto estimado invertido en la producción fue de 75 millones.